# استیو ساسکیند
استیو ساسکیند (انگلیسی: Steve Susskind؛ ۳ اکتبر ۱۹۴۲ – ۲۱ ژانویهٔ ۲۰۰۵) یک هنرپیشه اهل ایالات متحده آمریکا بود.